# Lacrost
Lacrost és un municipi francès, situat al departament de Saona i Loira i a la regió de Borgonya - Franc Comtat. L'any 2007 tenia 567 habitants.

## Demografia

### Població
El 2007 la població de fet de Lacrost era de 567 persones. Hi havia 252 famílies, de les quals 59 eren unipersonals (20 homes vivint sols i 39 dones vivint soles), 102 parelles sense fills, 75 parelles amb fills i 16 famílies monoparentals amb fills.
La població ha evolucionat segons el següent gràfic:
Habitants censats

### Habitatges
El 2007 hi havia 306 habitatges, 251 eren l'habitatge principal de la família, 25 eren segones residències i 30 estaven desocupats. 299 eren cases i 4 eren apartaments. Dels 251 habitatges principals, 229 estaven ocupats pels seus propietaris, 18 estaven llogats i ocupats pels llogaters i 4 estaven cedits a títol gratuït; 2 tenien una cambra, 5 en tenien dues, 37 en tenien tres, 80 en tenien quatre i 126 en tenien cinc o més. 205 habitatges disposaven pel capbaix d'una plaça de pàrquing. A 107 habitatges hi havia un automòbil i a 119 n'hi havia dos o més.

### Piràmide de població
La piràmide de població per edats i sexe el 2009 era:
| Homes | Edats   | Dones |
| ----- | ------- | ----- |
| 0     | 95 o +  | 0     |
| 0     | 90 a 94 | 4     |
| 0     | 85 a 89 | 4     |
| 4     | 80 a 84 | 8     |
| 12    | 75 a 79 | 12    |
| 16    | 70 a 74 | 12    |
| 32    | 65 a 69 | 20    |
| 28    | 60 a 64 | 28    |
| 16    | 55 a 59 | 36    |
| 16    | 50 a 54 | 20    |
| 8     | 45 a 49 | 12    |
| 4     | 40 a 44 | 8     |
| 40    | 35 a 39 | 16    |
| 28    | 30 a 34 | 36    |
| 12    | 25 a 29 | 8     |
| 8     | 20 a 24 | 8     |
| 16    | 15 a 19 | 12    |
| 8     | 10 a 14 | 8     |
| 20    | 5 a 9   | 28    |
| 8     | 0 a 4   | 16    |

## Economia
El 2007 la població en edat de treballar era de 344 persones, 239 eren actives i 105 eren inactives. De les 239 persones actives 220 estaven ocupades (108 homes i 112 dones) i 19 estaven aturades (11 homes i 8 dones). De les 105 persones inactives 55 estaven jubilades, 25 estaven estudiant i 25 estaven classificades com a «altres inactius».

### Ingressos
El 2009 a Lacrost hi havia 291 unitats fiscals que integraven 668 persones, la mediana anual d'ingressos fiscals per persona era de 19.175 €.

### Activitats econòmiques
Dels 20 establiments que hi havia el 2007, 1 era d'una empresa alimentària, 1 d'una empresa de fabricació d'altres productes industrials, 5 d'empreses de construcció, 3 d'empreses de comerç i reparació d'automòbils, 2 d'empreses de transport, 1 d'una empresa d'hostatgeria i restauració, 1 d'una empresa financera, 5 d'empreses de serveis i 1 d'una empresa classificada com a «altres activitats de serveis».
Dels 6 establiments de servei als particulars que hi havia el 2009, 1 era un paleta, 2 guixaires pintors, 1 lampisteria, 1 perruqueria i 1 restaurant.
L'any 2000 a Lacrost hi havia 6 explotacions agrícoles.

## Equipaments sanitaris i escolars
El 2009 hi havia una escola elemental integrada dins d'un grup escolar amb les comunes properes formant una escola dispersa.

## Poblacions més properes
El següent diagrama mostra les poblacions més properes.